# Nudochernes crassus
Nudochernes crassus är en spindeldjursart som beskrevs av Beier 1944. Nudochernes crassus ingår i släktet Nudochernes och familjen blindklokrypare. Inga underarter finns listade i Catalogue of Life.